# Messod Azulay
Messod Azulay Neto (Rio de Janeiro, 26 de outubro de 1963) é um magistrado brasileiro, atual ministro do Superior Tribunal de Justiça (STJ). 
Anteriormente, foi desembargador do Tribunal Regional Federal da 2.ª Região (TRF-2), cargo no qual ingressou pelo quinto constitucional em vaga destinada a advogado.

## Formação e docência
Messod Azulay formou-se em direito pela Faculdade de Direito da Universidade Federal do Rio de Janeiro, com cursos de extensão nas áreas administrativa e empresarial pela Fundação Getulio Vargas.
Lecionou direito penal e processo penal na Associação Educacional São Paulo Apóstolo (Assespa) de agosto de 2006 a dezembro de 2009.

## Carreira
Atuou como advogado entre 1986 e 2005.
Em 1993, ingressou no quadro de advogados da Telecomunicações do Rio de Janeiro (Telerj), e assumiu a chefia do departamento jurídico da empresa em 1998. Após a privatização da Telerj, Azulay assumiu o cargo de assessor jurídico da holding Telemar Participações S/A.
Em 2005, foi nomeado para o cargo de desembargador do Tribunal Regional Federal da 2.ª Região (TRF-2) pelo presidente Luiz Inácio Lula da Silva, por meio do quinto constitucional, em vaga destinada a membro da advocacia, tomando posse no dia 5 de julho.
Em 2022, foi indicado pelo presidente Jair Bolsonaro para o cargo de ministro do Superior Tribunal de Justiça, a partir de lista quádrupla votada pelos integrantes do tribunal, para vaga destinada a membro de Tribunal Regional Federal. Em 22 de novembro, a indicação foi aprovada pelo plenário do Senado Federal com 61 votos favoráveis e 2 abstenções. Tomou posse como ministro do STJ no dia 6 de dezembro.

## Vida pessoal
Filho de judeus marroquinos, Azulay é judeu ortodoxo, tendo declarado: "Sou um judeu religioso, praticante, os preceitos judaicos influenciaram a minha vida inteira. Mas o Brasil é um país laico, e é preciso separar a religião do estado e do que julgamos. A formação judaica religiosa, os valores da Torá, sempre me acompanham. Eu não julgo com a Torá, mas tenho a Torá dentro de mim".